# Radošovce (Trnava)
Radošovce es un municipio del distrito de Trnava en la región de Trnava, Eslovaquia, con una población estimada a final del año 2024 de 388 habitantes.
Se encuentra ubicado en el centro de la región, cerca del río Váh (cuenca hidrográfica del Danubio) y de la frontera con la región de Bratislava.

## Demografía
| Año        | 1994 | 2004    | 2014    | 2024    |
| ---------- | ---- | ------- | ------- | ------- |
| Población  | 392  | 401     | 415     | 388     |
| Diferencia |      | +2,29 % | +3,49 % | −6,50 % |

| Año        | 2023 | 2024    |
| ---------- | ---- | ------- |
| Población  | 396  | 388     |
| Diferencia |      | −2,02 % |